# Rafiganj
Rafiganj là một thành phố và là một khu vực quy hoạch (notified area) của quận Aurangabad thuộc bang Bihar, Ấn Độ.

## Địa lý
Rafiganj có vị trí 24°49′B 84°39′Đ / 24,82°B 84,65°Đ Nó có độ cao trung bình là 89 mét (291 feet).

## Nhân khẩu
Theo điều tra dân số năm 2001 của Ấn Độ, Rafiganj có dân số 23.889 người. Phái nam chiếm 52% tổng số dân và phái nữ chiếm 48%. Rafiganj có tỷ lệ 49% biết đọc biết viết, thấp hơn tỷ lệ trung bình toàn quốc là 59,5%: tỷ lệ cho phái nam là 55%, và tỷ lệ cho phái nữ là 41%. Tại Rafiganj, 19% dân số nhỏ hơn 6 tuổi.